# إنسولين

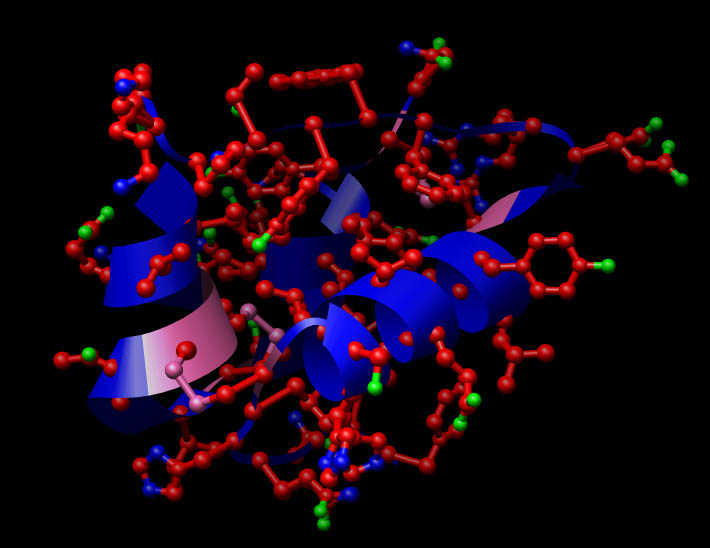
تركيب الإنسولين الأحمر: كربون الأخضر: أكسجين الأزرق: نيتروجين الوردي: كبريت

الإنسولين (بالإنجليزية: Insulin)‏ هو هرمون ببتيدي تنتجه خلايا بيتا في جزر لانجرهانز البنكرياسية يُشفر بواسطة جين INS. يعتبر هرمون البناء الرئيسي في الجسم. ينظم عملية التمثيل الغذائي للكربوهيدرات والدهون والبروتين من خلال تعزيز امتصاص الجلوكوز من الدم إلى خلايا الكبد والدهون والعضلات الهيكلية. يُحول الجلوكوز الممتص في هذه الأنسجة إما إلى جليكوجين أو إلى دهون ثلاثية أو إلى كليهما كما يحدث في الكبد. يمنع الإنسولين الكبد من إنتاج وإفراز الجلوكوز إلى الدم. يؤثر الأنسولين أيضًا على تخليق البروتينات في مجموعة متنوعة من الأنسجة. لذلك يعد هرمون بنائي، يعزز تحويل الجزيئات الصغيرة في الدم إلى جزيئات كبيرة داخل الخلايا. انخفاض مستويات الأنسولين في الدم له تأثيرات معاكسة حيث تعزيز من عملية الهدم على نطاق واسع في الجسم، خصوصًا الدهون الاحتياطية المخزنة في الأنسجة الدهنية.
تعتبر خلايا بيتا البنكرياسية حساسة جدًا لمستويات السكر في الدم بحيث تفرز الأنسولين في الدم استجابة لارتفاع مستوى الجلوكوز في الدم، وتمنع إفراز الأنسولين عندما تكون مستويات الجلوكوز منخفضة. الأنسولين يعزز امتصاص استهلاك وتخزين الجلوكوز في الخلايا ، وبالتالي يقلل من مستوى السكر في الدم. وعلى النقيض فأن خلايا ألفا المجاورة لخلايا بيتا في جزر لانجرهانز البنكرياسية ومن خلال أخذ إشاراتها من خلايا بيتا، تفرز الجلوكاجون في الدم الذي يعمل بشكل معاكس لعمل الأنسولين حيث يزاد إفرازه عندما يكون جلوكوز الدم منخفضًا، وينخفض الإفراز عندما تكون تركيزات الجلوكوز عالية. يزيد الجلوكاجون من مستوى السكر في الدم عن طريق تحفيز تحلل الجليكوجين المخزن في الكبد إلى جلوكوز وبالتالي زيادة مستوى السكر في الدم. إفراز الأنسولين والجلوكاجون في الدم استجابة للتركيزات المتغيرة للجلوكوز هو الآلية الأساسية التي تنظم مستوى الجلوكوز في الدم في الحدود المقبولة.
يؤدي انخفاض نشاط الأنسولين أو غيابه إلى الإصابة بداء السكري، وهو حالة من ارتفاع مستوى السكر في الدم. وينقسم مرض السكر إلى نوعان. سكي النوع الأول الذي يحدث نتيجة تدمر خلايا بيتا من خلال تفاعلات مناعية ذاتية وتصبح غير قادرة على تصنيع الأنسولين أو إفرازه في الدم. بينما في سكري النوع الثاني يكون تدمير خلايا بيتا أقل وضوحًا من النوع الأول، وليس بأسباب مناعية. وجد أن تراكم الأميلويد في جزر لانجرهانز البنكرياسية، والذي من المحتمل أن يعطل وضيفة إفراز الإنسولين. إلى جانب ذالك فأن انخفاض عدد خلايا بيتا، وانخفاض الوظيفة الإفرازية لها، ومقاومة الأنسولين في الأنسجة المحيطية تشارك في الأمراضية. يتميز مرض السكري من النوع 2 بزيادة إفراز الجلوكاجون الذي لا يتأثر بالتركيزات المرتفعة للجلوكوز في الدم ولا يستجيب لها مما يفاقم الأمر. نتيجة لذلك، يتراكم الجلوكوز في الدم.
يتكون بروتين الأنسولين من 51 حمضًا أمينيًا ، وله كتلة جزيئية تبلغ 5808 دالتون. وهو ثنائي السلسلة A,B مرتبطان ببعضهما البعض بواسطة رابطة من ثناني الكبريتيد . تختلف بنية الأنسولين اختلافًا طفيفًا بين أنواع الحيوانات. يختلف الأنسولين من مصادر حيوانية غير بشرية إلى حد ما في الفعالية عن الأنسولين البشري بسبب هذه الاختلافات. يعتبر أنسولين الخنازير قريبًا بشكل خاص من النسخة البشرية، وكان يستخدم على نطاق واسع لعلاج مرضى السكري من النوع الأول قبل أن يتم إنتاج الأنسولين البشري بكميات كبيرة بواسطة تقنية الحمض النووي.
كان الأنسولين أول هرمون بيبتيدي يتم اكتشافه. كان فريدريك بانتينج وتشارلز هربرت بيست، اللذان يعملان في مختبر JJR Macleod في جامعة تورنتو، أول من عزلا الأنسولين من بنكرياس الكلاب في عام 1921. قام فريدريك سانجر بوصف تسلسل الأحماض الأمينية المكونة للإنسولين في عام 1951، ثم حُدد التركيب البلوري للأنسولين في الحالة الصلبة بواسطة دوروثي هودجكين عام 1969. يعتبر الأنسولين أيضًا أول بروتين يتم تصنيعه كيميائيًا وإنتاجه بواسطة تقنية الحمض النووي.

## نبذة
استطاع الدكتور فردريك غرانت بانتنغ الذي ولد في عام 1891م عزل الأنسولين في عام 1922 في جامعة تورونتو في كندا ومنح جائزة نوبل في العام 1923 عن هذا الاكتشاف.
يُفرز الإنسولين من خلايا بيتا في جزر لانغرهانس الموجودة في البانكرياس ويمر مباشرة إلى مجرى الدم ليؤثر على خلايا الهدف الكبد والعضلة والخلايا والودكية وخلايا أخرى حيث ينظم عملية بناء المواد الكربوهيدراتية من سكر ونشا.
الأشخاص المصابون بالبول السكري ليس لديهم القدر الكافي من الأنسولين أو يعانون من انعدامه كليا، لذا يجب عليهم أن يتعاطوا جرعات محسوبة من الأنسولين كل يوم.
يكون حقن الإنسولين تحت الجلد ولا يمكن أخذه عن طريق الفم لأن عصارات المعدة تتلفه.
تقوم شركة فايزر Pfizer لإنتاج الأدوية بإنتاج إنسولين جديد يؤخذ عن طريق الاستنشاق بواسطة الأنف عبر بخاخ inhaler بدلا من الزرق عن طريق الحقن (الإبر), واستخدام الإنسولين بهذا الأسلوب لا زال موضوع دراسة للتأكد من خلوه من الآثار الجانبية على الرئتين نتيجة للاستخدام الكثير.

## اكتشاف الأنسولين

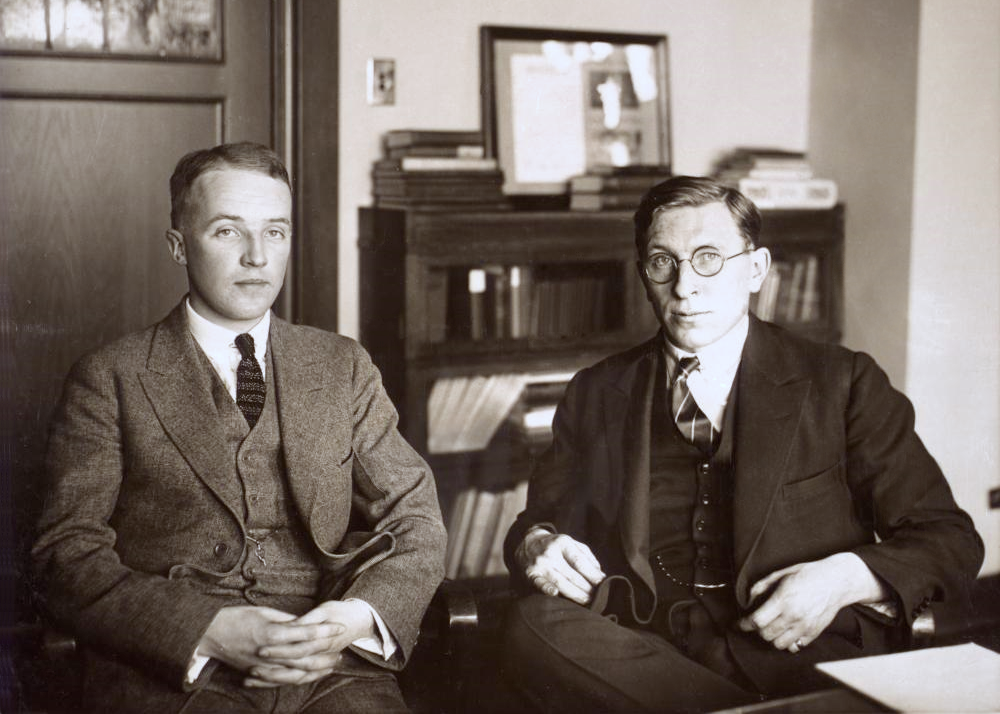
فريديريك بانتينج مع تشارلز بست, 1924

في خريف عام 1920 طوّر الدكتور فريديريك بانتينج فكرة كان من شأنها كشف غموض السكري. تشخيص مرض السكري كان يعني موتا محققا للمريض. وفي صيف عام 1921 تمكن بانتيغ وتلميذه تشارلز بست في مختبر في جامعة التكنكوم من إنتاج خلاصة من البنكرياس لها خصائص مضاده للسكري. وأجروا تجارب ناجحة على الكلاب وبعض التلاميذ.
في خلال أشهر من نجاح تلك التجارب قام البروفيسور جون مكليود،المشرف على عمل كل من بانتيغ وبيست والممول ومالك المختبرات، بتحويل كافة طلابه للعمل ضمن مشروع بانتيغ وذلك بهدف استخلاص وتنقية الإنسولين. انضم لاحقا إلى هذا الفريق جيمز كوليب (بالإنجليزية: JB collip)‏ صاحب الخبرة التقنية. بتضافر جهود الأربعة معا أمكن تطوير تقنية من أجل تنقية وإنتاج الإنسولين لمرضى السكري. أجريت الاختبارات الأولى على ليونارد تومسون في وقت مبكر من عام 1922. التجارب حظيت بنجاحات باهرة انتشرت أخبارها بسرعة في جميع أنحاء العالم، معطية الأمل لمرضى السكري.

## التركيب
يتألف الإنسولين من سلسلتي ببتيد يطلق عليهما اسمي سلسلة ألف وسلسلة باء. ترتبط السلسلتين ألف وباء معا بواسطة رابطين ثنائيّي السلفيد. كما يوجد مركب ثُنائِيُّ السَّلْفيد آخر متضمن ضمن السلسلة ألف. في معظم الكائنات الحية، تتكون سلسلة ألف من 21 حمض اميني بينما تتكون سلسلة باء من 30 حمض اميني.

## الوظيفة
- يزيد من أخذ الخلايا المواد الغذائية أبرزها الجلوكوز خصوصًا الخلايا العضلية والكبدية حيث يخزن فيها الجلوكور الزئد عن حاجة الجسم إلى جليكوجين إلى حين الحاجة.[21]
- يحفز الإنسولين امتصاص الجلوكوز حيث يقلل الأنسولين من تركيز الجلوكوز في الدم عن طريق حث الخلايا على امتصاص الجلوكوز . يحدث ذالك عندما يقوم الأنسولين بتحفيز الناقل GLUT4 في أغشية الخلايا العضلية والدهنية مما يسمح للجلوكوز بدخول الخلية.
- يحفز عملية تخليق الدهون (lipogenesis)- يجبر الأنسولين الخلايا الدهنية على امتصاص الجلوكوز في الدم ، وتحويله إلى دهون ثلاثية ؛ بينما في حالة انخفاض الأنسولين يحدث العكس.[21]
- خفض عملية تحلل الدهون(Lipolysis) : يمنع عملية تحلل الدهون المخزنة في الأنسجة الدهنية إلى أحماض دهنية.[21]
- زيادة أسترة الأحماض الدهنية - يجبر الأنسجة الدهنية على إنتاج دهون متعادلة مثل الدهون الثلاثية من الأحماض الدهنية.[21]
- يحفز عملية تخليق الجليكوجين(Glycogenesis) :عندما تكون مستويات الجلوكوز مرتفعة ، يحفز الأنسولين أولاً أخذ الجلوكور بواسطة خلايا العضلات وخلايا الكبد وما إن يصبح الجلوكور داخل الخلية يقوم الإنسولين بتنشيط إنزيم هيكسوكيناز ، الذي يضيف مجموعة فوسفات إلى الجلوكوز مُنتجًا جلوكوز-١-فوسفات ، وهو جزيء لا يمكنه الخروج من الخلية. في الوقت نفسه ، يثبط الأنسولين إنزيم الجلوكوز 6 فوسفاتيز ، الذي يزيل مجموعة الفوسفات. هذان الإنزيمان أساسيان لتكوين الجليكوجين. أيضا ، الأنسولين ينشط الإنزيمات فسفوفركوكيناز، وإنزيم جلايكوجين سينثيز المسؤولان عن تخليق الجليكوجين.[22]
- خفض عملية تحلل الجليكوجين (Glycogenolysis): يمنع الإنسولين تحطيم الجليكوجين المخزن في الكبد والعضلات من إلى جلكوز عن طريق نثبيط إنزيم جلايكوجين فوسفوريليز المسؤول عن هدم الجلايكوجين.
- خفض عملية تصنيع الجلكوز(Gluconeogenesis): يقلل الإنسولين من إنتاج الجلوكوز من مواد غير كربوهيدراتية ،مثل البروتينات والدهون خصوصًا في الكبد (الغالبية العظمى من الأنسولين الذي يصل إلى الكبد لا يغادر الكبد أبدًا) ؛ وبالتالي يؤدي هذا إلى تثبيط كل العمليات التي من شأنها أن ترفع مستويات الجلوكوز في الدم خصوصًا عملية وعملية تصنيع الجلكوز من مواد غير كربوهيدراتية.[22]
- خفض عملية تحلل البروتينات ،[21] وزيادة امتصاص الأحماض الأمينية.[21]
- في العضلات الشريانية - يجبر عضلات جدار الشرايين على الاسترخاء ، مما يزيد من تدفق الدم ، خاصة في الشرايين الدقيقة ؛ يقلل انخفاض الأنسولين من التدفق عن طريق السماح لهذه العضلات بالتقلص.[23]
- يحفز على دخول البوتاسيوم من السوائل خارج خلوية إلى داخل الخلايا. زيادة الأنسولين من امتصاص البوتاسيوم بواسطة الخلايا يخفض مستويات البوتاسيوم في بلازما الدم وهو أمر قد يحمل مضاعفات خطيرة على نظمية القلب خصوصًا عند مرضى السكري الذين يتعاطون حقن الأنسولين.[21]
- يمنع الكلية من إخراج الصوديوم.[24]
- يؤثر الأنسولين أيضًا على وظائف الجسم الأخرى ، مثل الإدراك. بمجرد دخول الأنسولين إلى الدماغ البشري ، فإنه يعزز من عملية التعلم والذاكرة ويحسن من نشاط الذاكرة اللفظية على وجه الخصوص.[25] إشارات الأنسولين في الدماغ عن طريق إعطاء الأنسولين عن طريق الأنف يعزز أيضًا الاستجابة الحادة لتنظيم الحرارة وتنظيم الجلوكوز لتناول الطعام ، مما يشير إلى أن الأنسولين العصبي المركزي يساهم في تنسيق مجموعة واسعة من العمليات المتجانسة أو التنظيمية في جسم الإنسان.[26]
- للأنسولين أيضًا تأثيرات تحفيزية على الهرمون المنشط للغدد التناسلية من منطقة ما تحت المهاد ، وبالتالي يحفز الخصوبة.[27]

## الاستخدام الطبي
تُستخدم تقنية الدنا المأشوب للاصطناع الحيوي للإنسولين البشري (الإنسولين البشري مأشوب الدنا، آي إن إن). زاد الاصطناع الحيوي للإنسولين البشري من نقاوته بالمقارنة مع الإنسولين المستخرج من الحيوانات، وهذا قلل من إنتاج الأجسام المضادة. نجح العلماء في إدخال الجين الخاص بالإنسولين البشري إلى النباتات لإيجاد طريقة جديدة لإنتاج الإنسولين (التزاوج الحيوي) في نبات العصفر، ومن المتوقع أن تخفف هذه الطريقة من تكاليف الإنتاج.
تتوافر حاليًا نظائر عدة للإنسولين البشري، وهي ترتبط ارتباطًا وثيقًا ببنيته، وطُورت لتدبير حالات محددة لضبط سكر الدم إما بتأثير سريع (الإنسولين الطعامي) أو البطيء (الإنسولين القاعدي). طُور أول نظير إنسوليني مصطنع للاستخدام السريري قبل الوجبات (إنسولين الطعام) وأطلق عليه هومالوغ (إنسولين ليسبرو)، وهو أسرع امتصاصًا بعد الحقن تحت الجلد من الإنسولين النظامي، ويبدأ تأثيره بعد 15 دقيقة من الحقن.
تشمل نظائر الإنسولين السريعة الأخرى نوفورابيد وأبيدارا، ولها خصائص مشابهة. تُمتص جميع هذه النظائر بسرعة بسبب تسلسلات الحموض الأمينية التي تنقص من تكون ثنائي الوحدات وسداسي الوحدات (الإنسولين أحادي الوحدات أسرع امتصاصًا). لا يحتاج الإنسولين سريع التأثير فواصل زمنية بين الحقن وتناول الوجبات، وهي فواصل أوصي بمراعاتها سابقًا عند استخدام الإنسولين البشري والحيواني.
النمط الآخر هو الإنسولين طويل التأثير، وأول مركباته إنسولين لانتوس (جلارجين) الذي يملك تأثيرًا ثابتًا على مدًى طويل يبلغ 18-24 ساعة. يعتمد التأثير الممتد لأحد النظائر الأخرى (ليفيمير) على أسيلة الشحوم الثلاثية. يرتبط جزيء حمض الميريستيك بهذا النظير، ويربط جزيء الإنسولين بألبومين المصل الذي يطيل بدوره زمن التأثير وينقص خطورة نقص سكر الدم. يجب إعطاء كلا النظيرين مديدي التأثير مرةً واحدةً يوميًا، ويُستخدمان في علاج النمط الأول من السكري كما هو الحال مع الإنسولين القاعدي. يمكن المشاركة بين الإنسولين سريع التأثير والمديد، وهذا يسمح للمريض بالحصول على مستويات إنسولين تشابه ما يفرزه الجسم في الحالة الطبيعية. يُستخدم الإنسولين أيضًا في العديد من السلالات الخلوية مثل CHO-s أو HEK 293 أو Sf9 لتصنيع الأجسام المضادة وحيدة النسيلة وإنتاج اللقاحات الفيروسية ومنتجات العلاج الجيني.
يُؤخذ الإنسولين عادةً عبر الحقن تحت الجلد باستخدام محقنة مع إبرة صالحة للاستخدام مرة واحدة، أو عبر مضخة الإنسولين أو أقلام الإنسولين القابلة لإعادة لاستخدام مع إبر قابلة للإزالة. يتوافر أيضًا الإنسولين الإنشاقي في سوق الأدوية في الولايات المتحدة.
على عكس العديد من الأدوية، لا يمكن أخذ الإنسولين عبر الفم، لأن جميع البروتينات الأخرى المعطاة عبر السبيل الهضمي تقريبًا تنقسم إلى شدف متعددة وتخسر بالتالي تأثيرها الحيوي. أُجريت بعض الأبحاث حول الطرق تساعد على حماية الإنسولين من مفرزات السبيل الهضمي ليمكن إعطاؤه فموياً أو تحت اللسان.
في عام 2021، أضافت منظمة الصحة العالمية الإنسولين إلى قائمة الأدوية الأساسية النموذجية.

## دواء الإنسولين

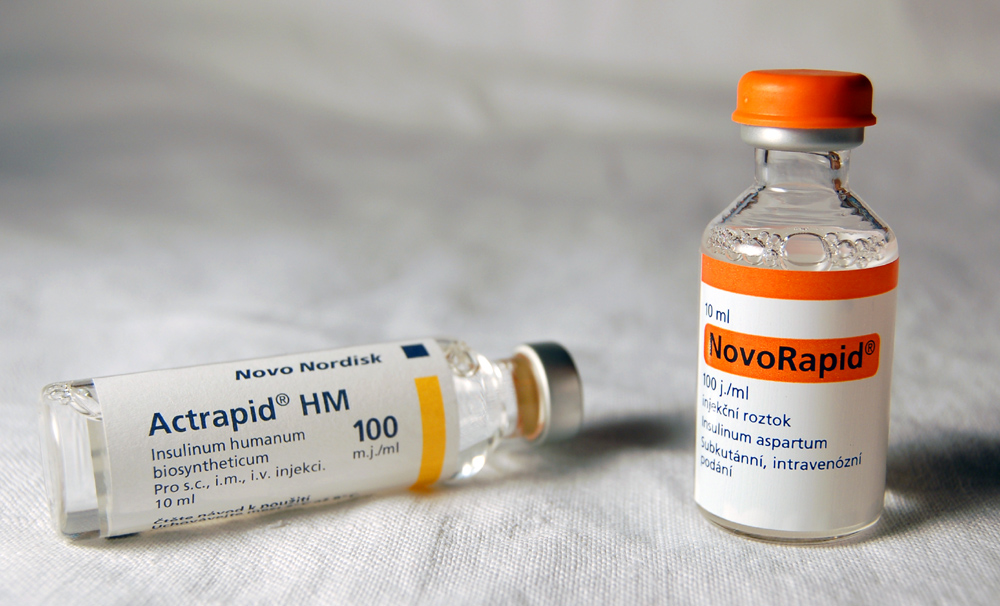
Insulin vial

- توجد مجموعتان من الأنسولين لعلاج مرض السكر:

- الأنسولين البشري (Human insulin).
- الأنسولين غير البشرى (انسولين مصنع أو مُنَاظِر) (Insulin analogue).
وتركيز معظم أنواع الأنسولين المتاحة هي 100 وحدة/ مليلتر، ويساوي المليلتر سنتيمتر مكعب. ويراعي في كل حقن الأنسولين أن تقسم بشكل يماثل هذا التركيز.
- تقسم أنواع الأنسولين إلى خمسة، ويعتمد هذا التقسيم على مدى سرعة فاعليته في الجسم بعد الحقن:

1. أنسولين سريع جداً في المفعول (فوري).
2. أنسولين سريع المفعول  (منتظم).
3. أنسولين متوسط المفعول.
4. أنسولين بطيء المفعول (على المدى الطويل).
5. أنسولين مُخَتلَط وهو نوع آخر يتكون من تركيب الأنواع السابقة من الأنسولين بنسب مختلفة لإعطاء مفعول سريع وطويل المفعول في نفس الوقت.

### أنسولين سريع جداً في المفعول (Humalog & Novalog insulin)
- سائل صافى عديم اللون.
- فوري المفعول، يبدأ مفعول هذا النوع من الأنسولين بعد 10 دقائق من الحقن.
- أقصى مفعول له بعد مرور ساعة من الحقن.
- استمرار مفعوله من 3-4 ساعات.
- يأخذ المريض جرعة الأنسولين قبل تناول الوجبة بـ 15 دقيقة.
- معظم مرضى السكر يحتاجون إلى أنسولين مفعوله أطول للمحافظة على معدلات السكر، لذا من الممكن إضافة الأنسولين بطيء أو متوسط المفعول إلى الأنسولين الفوري المفعول.
- لابد التأكد تكراراً من معدلات جلوكوز الدم قبل أخذ الأنسولين فوري المفعول.
- يحدد الطبيب المعالج جرعة الأنسولين التي يحتاجها مريض السكر معتمداً على قراءة سكر الدم والوجبات التي يتناولها المريض أو الرياضة التي يمارسها.
- لابد من التأكد من صفاء سائل الأنسولين بداخل الزجاجة قبل سحبه بالسرنجة، وإذا لوحظ تعكر فيها يتم التخلص منها وعدم استخدامها.
- إذا تم خلط الأنسولين الفوري المفعول مع أنسولين له مفعول أطول يتم سحب الأنسولين الفوري أولاً لضمان صفاء لونه.

### الأنسولين سريع المفعول (الأنسولين المنتظم - Regular-insulin)
- سائل صافى عديم اللون.
- يبدأ مفعوله بعد 30 دقيقة من الحقن.
- أقصى مفعول له يستمر من 3-5 ساعات.
- يعطي قبل الوجبة بـ 30 دقيقة.
- يمكن خلطه في نفس المحقن بأنسولين طويل المفعول أو يعطي الأنسولين السريع المفعول بمفرده ثم يليه على الفور الأنسولين طويل المفعول.
- لا يمكن خلط الأنسولين بطئ المفعول مع الأنسولين طويل المفعول.
- أكثر الأنواع استقراراً في الأنسولين.
- من الأفضل الاحتفاظ به في الثلاجة (الزجاجة غير المفتوحة).
- التأكد من السائل والزجاجة (تاريخ الصلاحية) قبل سحب الأنسولين.
- إذا كان كان السائل معكراً عليك بالتخلص من الزجاجة.
- إذا تم خلط الأنسولين السريع المفعول مع الأنسولين طويل المفعول، يتم سحب الأنسولين السريع المفعول أولاً لضمان صفاء لونه وعدم تعكره.

### أنسولين متوسط المفعول (Lante & NPH insulin)
- غير صافي اللون لأنسولين كريستالي معلق (التعلق حالة من حالات المادة تكون فيها جزيئاتها ممزوجة في سائل أو غاز ولكنها غير منحله فيه).
- يتم تحريك الزجاجة بين اليدين قبل الاستخدام.
- يبدأ مفعوله بعد ساعة من الحقن.
- أقصى مفعول له بعد مرور 6-12 ساعة من الحقن.
- استمرار مفعوله من 20-24 ساعة في الجسم.
- يتم أخذ الأنسولين متوسط المفعول قبل الإفطار.
- يمكن أخذ الجرعة أيضاً قبل النوم، ويعتمد ذلك على قراءة جلوكوز الدم.
- يمكن خلطه في نفس السرنجة بالأنسولين سريع أو الفورى المفعول.

### أنسولين بطيء أو طويل المدى( Glarine & Ultra Lente)
- بطيء المفعول.
- أنسولين معلق (عكر) غير صافٍ.
- يبدأ مفعوله بعد مرور من 2-8 ساعات بعد الحقن.
- أقصى مفعول له بعد مرور 12 ساعة.
- يستمر مفعوله في الجسم من 18-24 ساعة.
- تؤخذ جرعة الأنسولين قبل الإفطار.
- يمكن أن يأخذها المريض أيضاً قبل العشاء ليلاً أو قبل النوم حسب تعليمات الطبيب.
- يمكن خلطه بالأنسولين المنتظم في نفس السرنجة.
- أفضل طريقة لتخزينه الثلاجة (في حالة عدم فتح زجاجة الأنسولين).

الـ (Glarine)هو أحد أنواع الإنسولين طويلة المفعول وهو أنسولين غير بشرى يختلف عن باقي الأنواع في أنه:
- سائل صافٍ.
- يبدأ بعد حوالي ساعة من الحقن.
- لا معلومات عن أقصى مفعول له.
- كمية صغيرة من الـ (Glarine) يتم حقنها منه ببطئ لتمد الجسم بكمية مستديمة نسبياً بالأنسولين على مدار 24 ساعة.
- لا يمكن خلطه بأي نوع آخر من الأنسولين.
- التغيير لـ (Glarine) بعد الأنسولين المتوسط أو البطئ المفعول لا يتم إلا بعد الاستشارة الطبية وبمساعدة فريق طبي وأن يتم ذلك تحت إشرافه.

### أنسولين مُخَتلَط
يضم ثلاثة أنواع:
1. نوع 30/70 يحتوي على 70% أنسولين متوسط المفعول و30 % أنسولين منتظم.
2. نوع 50/50 يحتوى على 50% أنسولين متوسط المفعول و50 % أنسولين منتظم.

3- نوع 25/75 يحتوى على 75% أنسولين متوسط المفعول و25 % أنسولين فورى المفعول.
- يبدأ مفعول هذه الأنواع بعد حوالي ساعة ونصف من الحقن.
- أقصى مفعول 2-8 ساعات.
- استمرار المفعول حتى 24 ساعة في الجسم.
- وتتميز هذه الأنواع بالمفعول الفوري أو السريع في الجسم لذا ينبغي أخذها قبل الوجبات حسبما ينصح طبيبك.
- يمكن خلط أنواع مختلفة من الأنسولين حسب تعليمات الطبيب في السرنجة.
- بمجرد أن يتم خلط أنواع الأنسولين ينبغي الحقن به على الفور.
- يمكن خلط الأنسولين فوري أو سريع المفعول مع الأنسولين بطيء أو متوسط المفعول.
- لا يمكن خلط Glarine مع أي نوع آخر من الأنسولين.[36]

### مقارنة بين الأنواع

جدول مقارنة لبعض أنواع الأنسولين المستخدم

الجدول التالي يمثل أنواع الانسولين

### الجرعات الزائدة من الإنسولين
لو أخذت جرعة زائدة من الإنسولين سوف يقوم بتخفيض مستوى الجلوكوز في الدم بشكل كبير ويشعر الشخص بتعب، أو خفقان، وعرق، وجوع، رعشات أو إغماء، وفي بعض الأحيان يصل إلى غيبوبة تامة. على مريض السكري الذي يتعرض لمثل هذه الأعراض أن يحمل معه دائماً وجبة خفيفة أو قطعة من الحلوى أو السكر. وأيضا يؤدي إلى
- انخفاض البوتاسيوم في الدم: ويمكن لانخفاض البوتاسيوم في الدم (نقص بوتاسيوم الدم) أن يسبب الإرهاق، والإمساك وعدم انتظام ضربات القلب. كما أنه يؤثر على العضلات.
- ومشاكل في الجهاز التنفسي: متلازمة الضائقة التنفسية الحادة هو تأثير خطير من جرعة زائدة من الانسولين، حيث يقل ما تتلقاه الرئتين من الأكسجين وبالتالي يقل الأكسجين في خلايا الجسم.
- ومشاكل في الجهاز العصبي: الجهاز العصبي المركزي وتظهر في أعراض نعاس، أو مشية غير طبيعية، وتعثر في الكلام، وضعف التركيز. إذا ما استمر لبعض الوقت، ويمكن أن يتسبب في غيبوبة.

ماذا تفعل لو تناولت جرعة زائدة من الأنسولين؟
إذا تناولت جرعة زائدة من الأنسولين عن الحد الموصوف لك من قبل الطبيب وشعرت بأعراض انخفاض السكر في الدم، فعليك بالخطوات التالية كمعالجة سريعة وهي:
1. تناول قرص الجلوكوز أو شراب محلى بالسكر يتم امتصاصه بسرعة
2. تناول الطعام أو الشراب المحتوي على الجلوكوز كأقراص (الجلوكوز) والأطعمة الغنية به كالعنب أو المشروبات، مثل عصير الفاكهة والحليب والعسل والمشروبات الغازية، والحلوى الصلبة، وما إلى ذلك. لكي يتم استيعابها بسرعة في مجرى الدم.
3. الحفاظ على عدة حقن من الجلوكاجون لتفاعلات الأنسولين إذا ما انخفض نتيجة للجرعة الزائدة من الانسولين
4. خذ راحة وراقب مستويات السكر الخاص بك
5. إذا كان لديك أعراض بعد ساعتين أو مستوى السكر ما زال منخفضا، أطلب المساعدة الطبية

### حفظ دواء الإنسولين
العبوات غير المفتوحة تحفظ في الثلاجة بدون تجميد، أما المفتوحة فتحفظ في درجة حرارة الغرفة العادية بعيداً عن الضوء والحرارة العالية والأفضل حفظها في الثلاجة. لاستخدم الإنسولين الذي تم تجميده ثم ذاب، أيضا لا تحاول تسخين العبوة لتغلي. يجب ألا يحقن الانسولين وهو بارد بل يخرج من الثلاجة قبل استعماله، ويترك حتى تصل درجة حرارته إلى درجة حرارة الغرفة.
لا تستخدم الانسولين إذا كان لونه متغيراً أو يحتوي على كتل.
يجب أن يتنبه المريض إلى أن هناك أنواع من الإنسولين تكون في الأصل عكرة.

## انخفاض سكر الدم
انخفاض سكر الدم حالة يتناقص فيها مستوى السكر تحت المستويات الطبيعية. قد يسبب هذا أعراضًا متنوعةً تشمل الخرق وصعوبة الكلام والتشوش الذهني وفقدان الوعي والنوب العصبية أو الوفاة احيانًا. قد يشكو المريض أيضًا من الشعور بالجوع والتعرق والارتعاش والضعف، وتظهر الأعراض بسرعة عادةً.
تمثل الأدوية المستخدمة في علاج السكري مثل الإنسولين والسلفونيليوريا أشيع أسباب انخفاض سكر الدم. يزداد الخطر عند مرضى السكري الذين يتناولون كميات من الطعام أقل من المعتاد ويبذلون جهدًا أكبر في التمارين أو يشربون الكحول. تشمل الأسباب الأخرى القصور الكلوي وبعض الأورام مثل الورم الإنسوليني (الجزيري) والأمراض الكبدية وقصور الدرق والنقص الشديد في المواد الغذائية والأخطاء الأيضية الخلقية والعدوى الشديدة ونقص سكر الدم الارتكاسي إضافةً إلى عدد من الأدوية واستهلاك الكحول. قد يحدث انخفاض السكر لدى الرضع الأصحاء الذين لم يتناولوا طعامهم لعدة ساعات.

## الأمراض والمتلازمات
هناك عدة حالات يكون فيها اضطراب الإنسولين مرضيًا:
- السكري: يشير هذا المصطلح العام إلى حالة تمتاز بفرط سكر الدم، وقد تظهر بأحد الأنماط التالية:
  - النمط 1: تخرب متواسط بالمناعة الذاتية لخلايا بيتا المنتجة للإنسولين في البنكرياس، ما يسبب عوزًا مطلقًا في الإنسولين.
  - النمط 2: إما إنتاج غير كاف للإنسولين بواسطة خلايا بيتا أو مقاومة الإنسولين أو كلاهما نتيجة أسباب لم تُفهم تمامًا بعد.
    - يرتبط هذا النمط مع الحمية الغذائية ونمط الحياة الخامل والبدانة والعمر والمتلازمة الأيضية. أمكن تحديد العلاقة السببية في نماذج متعددة من العضويات منها الفئران والقرود، ويجدر بالذكر أن البشر غير البدينين قابلون للإصابة بالنمط الثاني أيضًا بسبب الحمية التي يتبعونها ونمط الحياة الخامل وعوامل خطر أخرى مجهولة. من المهم أن ننتبه إلى احتمال عدم وجود علاقة سببية بينها.
    - من المحتمل وجود جينات مسؤولة عن تطوير النمط 2 من السكري في شروط بيئية محددة.

  - أنماط أخرى من تحمل السكر المعيب.
- الورم الإنسوليني: ورم على حساب خلايا بيتا ينتج كميةً مفرطةً من الإنسولين أو يسبب نقص سكر الدم الارتكاسي.[40]
- المتلازمة الأيضية: حالة مبهمة أطلق عليها جيرالد ريفن بدايةً المتلازمة إكس أو المتلازمة المجهولة. لم يتضح بعد وجود سبب وحيد قابل للعلاج خلف هذه الحالة أو أنها تنجم عن تبدلات جسدية تقود إلى النمط الثاني من السكري. تتصف المتلازمة بارتفاع التوتر الشرياني واضطراب شحميات الدم (اضطراب مستويات أشكال الكولسترول وشحوم الدم الأخرى) وزيادة محيط الخصر (على الأقل في سكان أغلب بلدان العالم المتقدم). قد تكون مقاومة الإنسولين السبب الأساسي الكامن وراء النمط الثاني من السكري، وهو نقص القدرة على الاستجابة للإنسولين في بعض النسج (مثل العضلات والنسج الشحمية). يشيع تطور بعض المراضات المرافقة مثل ارتفاع ضغط الدم الأساسي والبدانة والنمط الثاني من السكري والمرض القلبي الوعائي.[41]
- متلازمة المبيض متعدد الكيسات: متلازمة معقدة لدى النساء في سنين الخصوبة، إذ تصبن بحالة من انقطاع الإباضة وفرط الأندروجين المترافقين مع الشعرانية. تظهر مقاومة الإنسولين في العديد من حالات هذه المتلازمة.